# Megalodoras
Megalodoras — рід прісноводних риб з родини Бронякові ряду сомоподібних. Має 2 види.

## Опис
Загальна довжина становить 53-58 см. Голова масивна, складена з кісткових пластин, трохи сплощена зверху. Очі маленькі. Біля короткої морди є 3 пари доволі довгих вусиків. Тулуб кремезний. Спинний плавець високий, помірно широкий, з короткою основою та 1 шипом. Жировий плавець маленький. Грудні плавці великі, широкі. Анальний плавець більше жирового. Хвіст широкий, сильно розрізаний.

## Спосіб життя
Зустрічаються в річках з повільною течією або в стоячих водах, болотах. Тримаються невеликими групами. Вдень відсиджуються серед корчів. Вночі виходять на полювання. Живляться фруктами і равликами.

## Розповсюдження
Мешкають в басейні річок Оріноко, Амазонка, Токантінс і Ессекібо — від Колумбії до Перу, Болівії та Бразилії.

## Види
- Megalodoras guayoensis
- Megalodoras uranoscopus

## Тримання в акваріумі
Для сомів цього роду знадобиться ємність від 300 літрів. На дно насипають суміш дрібного, середнього і великого піску шаром від 5 см. Біотоп для сомів даного роду — це суцільний завал з коряг. Тому основним елементом декорацій будуть гіллясті корчі. Рослини не потрібні. Оскільки це нічні риби, акваріуміст рідко бачить своїх вихованців.
Селити можна групою від 2-3 штук або поодинці. Уживаються з великими сомами інших родів — орінокодорасами, птеродорасами, франціскодоросами, оксідоросами. З інших риб сусідами можуть стати великі лорікарієві — птерігопліхт і плекостомус, харацинові — брікони, хопліаси. Їдять будь корми для акваріумних риб. Годують сомів на ніч, перед вимиканням світла. З технічних засобів знадобиться внутрішній фільтр середньої потужності для створення помірної течії, компресор. Температура тримання повинна становити 22-25 °C.